# Национал-демократия
Национа́л-демокра́тия — политическая идеология, совмещающая национализм с демократической идеологией. Демократические принципы государственного устройства совмещаются с национализмом в политике и общественной жизни. Большое развитие национал-демократия получила в Европе в конце XX века на волне евроскептицизма и антимиграционых настроений.
Основные постулаты национал-демократии сформировались в XIX веке, когда в европейской политической жизни консервативные либералы вытесняли монархистов в процессе буржуазно-демократических революций и создавали свои национальные государства. Развал империй также вызвал создание национальных государств с демократическим устройством и ориентацию на потребности и интересы титульной нации. Яркий пример — «парад суверенитетов» в Восточной Европе.

## Национал-либерализм
Национал-либерализм — разновидность национал-демократии, в котором, как правило, правый либерализм в экономике совмещается с антиконсервативным национализмом умеренного толка. Герт Вилдерс — классический пример национал-либерала. Он выступает резко против ислама, но при этом не видит проблем в равноправии для представителей сексуальных меньшинств.
Национал-либерализм как течение зародился в Германии. В XIX веке национал-либералы отделились от традиционных либералов, тяготея к более авторитарным принципам управления государством и мечтавшими о сильной Германской империи. Либерал-националисты, в частности Макс Вебер, долго рассуждали о взаимодействии демократической Германии с остальными европейскими государствами.
Термин «национал-либерализм» в основном использовался в германоязычных странах (Германии и Австрии) на протяжении XIX века. В это время «национал-либералы» нередко избирались в парламент и даже входили в правительство.
После поражения Германии и Австрии в Первой мировой войне национал-либерализм перестаёт быть весомой идеологией и поглощается более радикальными силами — национал-консерваторами, дейч-националами и национал-социалистами.

## Национал-демократия в России

### История
В годы поздней Российской империи ярким примером консервативного национал-демократа являлся Михаил Осипович Меньшиков.
Сам термин «национал-демократия» был введён публицистом Александром Севастьяновым в 1996 году, однако оставался практически невостребованным. В первой половине 1990-х годов идеи, близкие к национал-демократии высказывала Национально-республиканская партия России. Начало современному этапу развития национал-демократии было положено «Организационным комитетом национал-демократов» (2007 год) и сообществом «Национал-демократия в России». Впервые ясно сформулированная национал-демократическая программа была опубликована в качестве Манифеста Национально-демократического альянса (2010 год).
Трудно определить, кто стал родоначальником русской национал-демократии, какой мы её видим сейчас, поскольку как единого целого её не существует. Одним из источников можно считать и умеренный национализм статей на сайте Агентства Русской Информации, создателем которого является философ и публицист Владислав Карабанов. В настоящий момент национал-демократические тенденции можно отметить у многих деятелей русского национального движения, самые известные из которых — Алексей Широпаев, Иван Белецкий, Константин Крылов, Дмитрий Голиков, Владимир Бурмистров, Роман Юнеман, Сергей Сергеев, Валерий Соловей, Игорь Драндин, Сергей Григоров, Павел Святенков, Илья Лазаренко и др.
В настоящее время эти течения в России представлены движением «Правый Блок», «Демократический выбор», «Общество.Будущее», «Русские демократы», международной ассоциацией «Институт Национальной Политики» и «Национально-Демократической Партией» (НДП). Ранее существовали незарегистрированная партия «Новая Сила», Национал-демократический альянс, НДД «Русский Гражданский Союз», движение «Общее Дело».

### Основные положения
- Русская национальная государственность — создание русского национального государства;
- Симметричный федерализм, упразднение национальных республик или внутренние с ними границы;
- Антисоветизм и антикоммунизм. Признание коммунизма преступной и навязанной русским идеологией, а советской власти — совершавшей геноцид русского народа;
- Возможность люстрации для членов «Единой России», КПРФ;
- Размежевание с радикальными националистами[12] и т. н. «красно-коричневыми»;
- Отрицание т. н. «третьего пути» и евразийства, западный путь развития государства;
- Свободная рыночная экономика;
- Построение национально-ориентированного государства;
- Независимое от политической конъюнктуры правосудие и гуманизация системы исполнения наказаний, выборность судей всех уровней;
- Ужесточение закона о гражданстве и миграционного законодательства и репатриация соотечественников по этническому признаку (русские и комплементарные коренные народы России);
- Введение визового режима со странами Центральной Азии и Закавказья;
- Ориентация на союз с развитыми западными странами, а также со славянскими государствами;
- Противодействие исламизации, сохранение русской (как части европейской) культуры;
- Защита памятников истории, культуры и архитектуры.

## Национал-демократы и национал-либералы в мире
Национально-демократические и национально-либеральные партии существуют во многих странах, в частности в Австрии, Германии, Франции и России, вовлекая под свои знамёна как радикально правых и правых либералов, так и умеренных националистов.
Национал-либерализм идеологически доминирует в Австрийской партии свободы и Альянсе за будущее Австрии. АПС дважды входила в правящую коалицию, а лидер партии — Йорг Хайдер — также дважды становился губернатором Каринтии. Более жёсткую праворадикальную позицию занимала австрийская Национал-демократическая партия Норберта Бургера, запрещённая как неонацистская.
В Германии на национал-демократических позициях стоит отчасти Свободная демократическая партия, которая имеет весомую фракцию, тяготеющую к национал-демократии и выступает с евроскептических позиций, в отличие от остальной части партии.
В Голландии такой партией является Партия Свободы Герта Вилдерса, стоящая на национально-демократических, праволиберальных и евроскептических позициях.
В Казахстане такой партией является партия Respublica (партия), стоящая на праволиберальных позициях.